# Башанкаев, Бадма Николаевич
Бадма́ Николаевич Башанкаев (род. 16 июня 1978, Пятигорск, Ставропольский край) — российский хирург, специалист в области колоректальной хирургии. Отличник Здравоохранения РФ. Депутат Государственной думы Федерального собрания Российской Федерации VIII созыва от партии «Единая Россия» с 12 октября 2021 года, заместитель руководителя Комитета Государственной думы по охране здоровья.
Из-за поддержки российской агрессии во время российско-украинской войны находится под персональными международными санкциями.

## Биография
Родился в 1978 году в Пятигорске Ставропольского края. Отец — хирург, мать — провизор. Детство провёл в Калмыкии, в селе Овата (ранее совхоз имени Калинина). В 1995 году окончил школу с углублённым изучением ряда предметов на английском языке. В 2002 году окончил с отличием Московскую медицинскую академию имени И. М. Сеченова.
В 2000—2001 годах прошёл длительную стажировку в отделении трансплантации органов в клинике Гроссхадерн, Мюнхен. По результатам выполнена и защищена дипломная работа по ранним релапаротомиям после пересадки почек и поджелудочной железы во время обучения на факультете подготовки научных и научно-педагогических кадров ММА им. И. М. Сеченова. Был активным членом Совета Молодых учёных ММА им. И. М. Сеченова. В 2002—2005 годах работал хирургом по оказанию экстренной медицинской помощи в московской Городской клинической больнице № 53.
В 2005 году получил стипендию Президента РФ для молодых учёных и уехал на обучение в США. Наставником Башанкаева был ведущий американский колоректальный хирург Стивен Векснер. Во время обучения получил американскую тренировочную лицензию, позволяющую оперировать, совмещал обучение со врачебной практикой.
С 2009 года занимался исследовательской и врачебной работой в Российском научном центре хирургии имени академика Б. В. Петровского РАМН. В 2012 году окончил РАГС. Работает на кафедре хирургии в ИПО ФГАОУ ВО в Медицинской академии имени И. М. Сеченова. С 2012 года врачебную практику совмещает с с научно-педагогической деятельностью, занимается просветительством. С 2022 года является доцентом на кафедре эндоскопической хирургии ФГБОУ ВО МГМСУ им. А. И. Евдокимова Минздрава России
Занимается общественной деятельностью, является членом Общественного совета при постоянном представителе Республики Калмыкия при Президенте Российской Федерации, членом Общественного Совета при Департаменте образования и науки города Москвы. В июне 2021 г. вошёл в список кандидатов в депутаты Госдумы VIII созыва по 15-му одномандатному округу Республики Калмыкия от партии «Единая Россия». И одержал победу на выборах с результатом 40,55 процентов голосов.
Активно публично поддерживает вторжение России на Украину.
В октябре 2022 написал заявление о добровольной мобилизации в военном комиссариате Калмыкии.

## Научный вклад
Большинство исследований Башанкаева связано с вопросами колоректальной онкологии и техникой оперирования прямой и толстой кишки. Является автором более 80 научных работ, опубликованных в российской и иностранной литературе. Работы посвящены вопросам роботической колоректальной хирургии, раку прямой и толстой кишки, хирургии желудочно-кишечного тракта, экстренной хирургии.
Первым в России провёл аналитическое исследование лимфогенного метастазирования рака толстой кишки I—III стадий по результатам D3-лимфодиссекции, на основании исследования была получена информация о среднем числе лимфатических узлов, которые могут быть выделены из препарата колоректального рака у пациента, проживающего на территории РФ.
Является членом редакционной коллегии научных журналов Surgery (США), «Онкологическая колопроктология» (Россия), «Доказательная гастроэнтерология» (Россия), «Эндоскопическая хирургия» (Россия), «Non nocere — новый терапевтический журнал» (Россия). Является автором большого количества образовательных курсов, среди которых можно отметить «Российскую школу колоректальной хирургии» (2009—2012), «Виртуальная колоноскопия» (2013—2016), «Тренды и традиции в оперативной проктологии» (2019).
Действительный член Российского общества хирургов, Российского общества эндоскопических хирургов, Ассоциации колопроктологов России, Общества специалистов по онкологической колопроктологии, а также American College of Surgeons (ACS), American Society of Colon and Rectal Surgeons (ASCRS), Society of American Gastrointestinal and Endoscopic Surgeons (SAGES).

## Международные санкции
Из-за поддержки российской агрессии и нарушения территориальной целостности Украины во время российско-украинской войны находится под персональными международными санкциями разных стран.
23 февраля 2022 года внесён в санкционные списки стран Евросоюза за действия и политику, которые подрывают территориальную целостность, суверенитет и независимость Украины и ещё больше дестабилизируют Украину.
24 февраля 2022 года включён в санкционный список Канады «близких соратников режима» за голосование о признании независимости «так называемых республик в Донецке и Луганске».
24 марта 2022 года, на фоне вторжения России на Украину, включён в санкционный список США за «соучастие в войне Путина» и «поддержку усилий Кремля по вторжению в Украину», Госдеп США заявил что депутаты Госдумы используют свои полномочия для преследования инакомыслящих и политических оппонентов, нарушают свободу информации, ограничивают права человека и основные свободы граждан России.
По аналогичным основаниям, с 11 марта 2022 года находится под санкциями Великобритании. С 25 февраля 2022 года находится под санкциями Швейцарии. С 26 февраля 2022 года находится под санкциями Австралии. С 12 апреля 2022 года находится под санкциями Японии. Указом президента Украины Владимира Зеленского от 7 сентября 2022 находится под санкциями Украины. С 3 мая 2022 года находится под санкциями Новой Зеландии.

## Избранные труды
- Laparoscopic versus open proctectomy for rectal cancer: patients' outcome and oncologic adequacy / (Surgical Laparoscopy Endoscopy & Percutaneous Techniques , 2009)[31]
- Review of available methods of simulation training to facilitate surgical education / (Surgical endoscopy, 2011)[32]
- Лапароскопические методы устранения грыж / (Московская медицина, 2014)[33]
- Хирургия вживую / (Московская медицина, 2014)[34]
- The effect of topical anal captopril on resting anal pressure in healthy volunteers: the first human pilot study / (Techniques in coloproctology, 2014)[35]
- What is the definition of «conversion» in laparoscopic colorectal surgery? / (Surgical Endoscopy, 2018)[36]
- Graciloplasty for rectourethral, rectovaginal and rectovesical fistulas: technique overview, pitfalls and complications / (Techniques in coloproctology, 2008)[37]
- Non-opioid multimodal anesthesia in the surgical treatment of colorectal cancer / (Хирургия, 2019)[38]
- Здравый смысл применения диосмина в комбинированном лечении геморроя / (Хирургия, 2018)[39]
- Аноректальная манометрия высокого разрешения  / (Экспериментальная и клиническая гастроэнтерология, 2020)[40]
- Оптимизация подходов к выполнению мезоколонэктомии с лимфодиссекцией при правосторонней толстокишечной непроходимости опухолевого генеза  / (Астраханский медицинский журнал, 2021)[41]

## Семья
Женат, есть ребёнок.

## Доход и имущество
За 2021 год официальный доход − 19 789 702,29 руб.